# Aleksandra Dranka
Aleksandra Dranka z domu Pięta (ur. 3 października 1903 w Harklowej, zm. 29 kwietnia 2014 tamże) – polska superstulatka, do 29 kwietnia 2014 była najstarszą żyjącą osobą w Polsce, której wiek został oficjalnie potwierdzony i jednocześnie jedną z najstarszych osób w Europie. Jest ponadto pierwszą we współczesnej historii udokumentowaną i zweryfikowaną przez Gerontology Research Group osobą z Polski, która ponad wszelką wątpliwość osiągnęła wiek 110 lat.

## Życiorys

### Młodość
Urodziła się w Harklowej koło Jasła, jako córka Antoniego i Marii Pięta z domu Kula. Jako małe dziecko wraz z rodzicami w lutym 1905 wyemigrowała do Chicago, gdzie już wcześniej mieszkała jej dalsza rodzina, a jej rodzice założyli restaurację. Tam przeżyła bandycki napad wraz ze strzelaniną. Przeżyła również swoje porwanie w porcie w Nowym Jorku, dzięki interwencji ojca Antoniego, który przy pomocy przypadkowych przechodniów dogonił porywacza i odzyskał córkę. Do Polski powróciła wraz z rodzicami w 1908.

### Późniejsze lata życia
Po powrocie do Polski, wspólnie z rodzicami zajmowała się rolnictwem, a także jako najstarsza z rodzeństwa, opiekowała się swoimi braćmi i siostrami. Jej pasją przez całe życie było krawiectwo, szyła również suknie ślubne dla pań młodych z okolicy.

### Rodzina
W 1928 roku wyszła za mąż za Michała Drankę (1904–1991), z którym wspólnie przeżyła 63 lata w związku małżeńskim. Urodziła dwoje dzieci: córkę Krystynę i syna Jana, doczekała się również trójki wnucząt i czwórki prawnucząt.